# Nicolas de Tavernost
Nicolas Bellet de Tavernost, dit Nicolas de Tavernost, né le 22 août 1950 à Villefranche-sur-Saône (Rhône), est un dirigeant de chaînes de télévision français.
De 2000 à 2024, il est président du directoire du groupe M6. De juillet 2024 à mars 2025, il est directeur général par intérim de groupe RMC BFM après sa cession par Altice à la CMA CGM.
Le 18 avril 2025, il est nommé directeur de LFP Media par la Ligue de football professionnel.

## Parcours

### Jeunesse et études
Les parents de Nicolas de Tavernost lui font suivre une scolarité au sein de deux établissements jésuites. Il est d'abord scolarisé au collège Notre-Dame de Mongré situé dans sa ville de naissance de Villefranche-sur-Saône.
Il traverse ensuite la France pour être inscrit au lycée Saint-Joseph de Tivoli, à Bordeaux, puis, après son bac, il est admis à Sciences Po Bordeaux.

### Parcours professionnel
En 1978, Nicolas de Tavernost devient chef du service d'information et des relations publiques au ministère des PTT. En 1984, il est nommé chargé des services grand public à la délégation aux vidéocommunications.
En 1986, il devient directeur des activités audiovisuelles à la Lyonnaise des eaux.
En 1987, il est nommé directeur général adjoint de la jeune chaîne de télévision M6 puis promu directeur général en 1990. En 2000, il devient président du directoire du Groupe M6, à la place de Jean Drucker. En 2009, son titre s'étend à président du directoire de Métropole Télévision.
En 2015, il touche 1 662 724 € de rémunération en tant que président du directoire de M6.
Le 25 avril 2024, il est nommé vice-président du conseil d'administration de GL Events.
En mai 2024, Nicolas de Tavernost rejoint CMA Médias en tant que vice-président et président du conseil stratégique. Le 2 juillet suivant, il est nommé directeur général par intérim de RMC BFM (ex-Altice Média) à la suite de la finalisation de son rachat par la CMA CGM du milliardaire franco-libanais Rodolphe Saadé.
Le 13 mars 2025, il est remplacé à la direction générale de RMC BFM par Régis Ravanas. Tavernost reste cependant vice-président de CMA Média, et conseiller de Rodolphe Saadé.
Le 23 avril 2025, il devient le directeur général de LFP Media, la filiale commerciale de la LFP. 

### Présence dans le football avec les Girondins de Bordeaux
En qualité de PDG de M6, il est aussi propriétaire du club de football des Girondins de Bordeaux de 1999 à 2018.

## Distinctions
- 1994 :  Chevalier de l'ordre national du Mérite[11]
- 2003 :  Chevalier de la Légion d'honneur[12]